# Paul Meyer-Mainz
Paul Meyer-Mainz (* 1. Juli 1864 in Mainz, Großherzogtum Hessen; † 29. Juni 1909 in Halberstadt, Provinz Sachsen) war ein deutscher Genre- und Porträtmaler der Düsseldorfer Schule.

## Leben
Von 1880 bis 1884 studierte Paul Meyer an der Kunstakademie Düsseldorf. Dort war er Schüler von Peter Janssen d. Ä., Heinrich Lauenstein und Adolf Schill. Des Weiteren war er Schüler von Eduard von Gebhardt in Düsseldorf und von  William Adolphe Bouguereau in Paris. 1893 war er auf der World’s Columbian Exposition vertreten. Als Maler war er in München tätig, wo er der Luitpold-Gruppe angehörte.